# アテーナー・ニーケー神殿

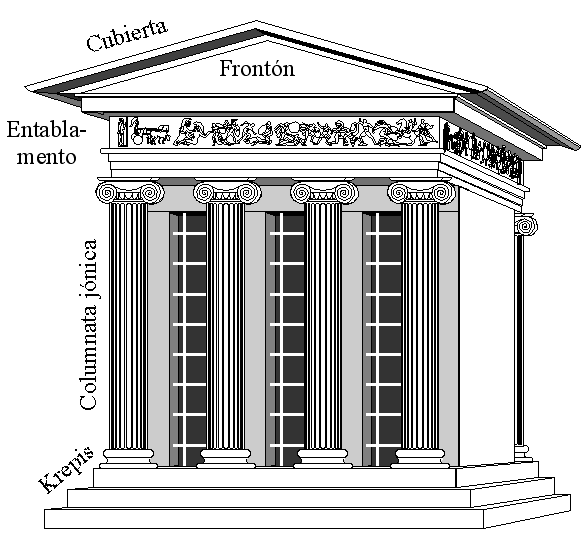
神殿の再現図

アテーナー・ニーケー神殿（アテーナー・ニーケーしんでん、古代ギリシア語: Ναός Αθηνάς Νίκης、古代ギリシア語ラテン翻字: Naós Athinás Níkis）はギリシャのアテネのアクロポリスにあったアテーナーを祭った神殿である。ニーケーは古代ギリシア語で「勝利」を意味し、知恵の神としてのアテーナーをアテーナー・ニーケー（Athena Nike）として祭っていた。アクロポリス上の最初期のイオニア式神殿で、アクロポリスの入口（プロピュライア）の右、急峻な稜堡の南西角に位置していた。ここで市民は長く続いたスパルタとの戦争（ペロポネソス戦争）の勝利を祈って女神を祭った。アテーナー・ニーケー神殿はアテナイがギリシアの主要なポリスとなる野望を表したものだった。神殿はアクロポリスへの大階段の南の側面上の稜堡最上部にあり、そこがアテーナー・ニーケーの聖域とされていた。プロピュライアから入ったところにある壁で囲まれたアクロポリス本体の聖域に対して、ニーケーの聖域はプロピュライアの南西翼から、および北の狭い階段から入れるようになっていた。稜堡の急峻な壁は北面、西面、南面に手摺があった。手摺のフリーズにはニーケーが勝利を祝いアテーナーに生贄を捧げている様子が描かれており、「ニーケーの手摺（Nike Parapet）」と呼ばれていた。

## 建築と彫刻

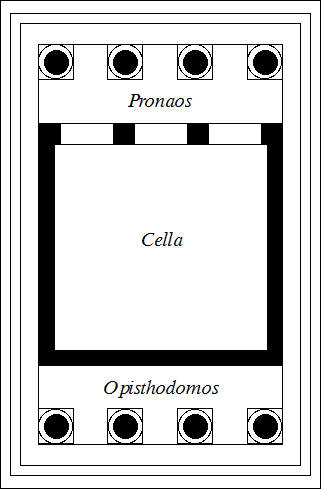
平面図

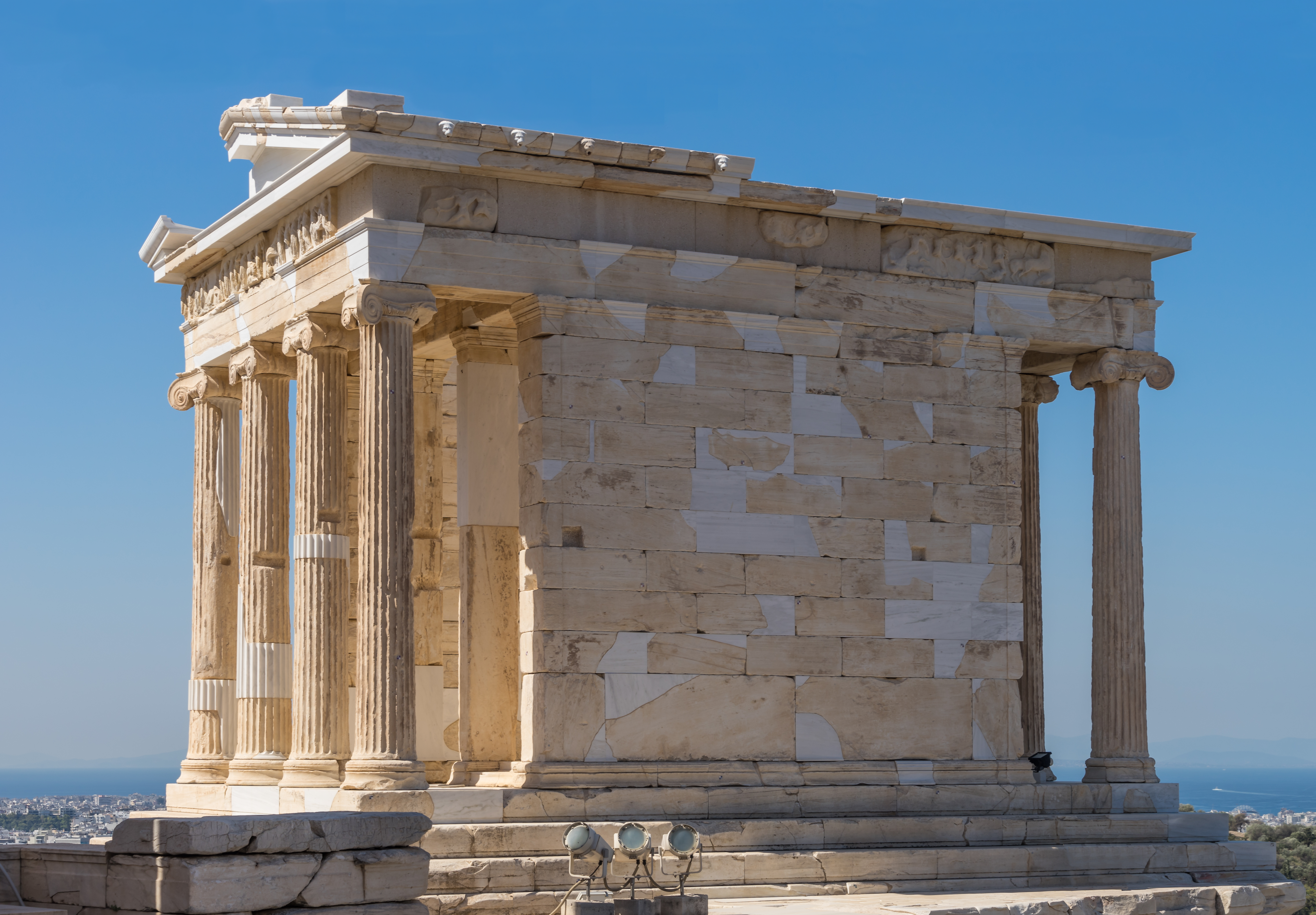
アテーナー・ニーケー神殿

アテーナー・ニーケー神殿は、4柱式でイオニア式の建築で、前面のポルチコとほぼ同じコロネードが後面のファサードを構成していた。設計は建築家のカリクラテスである。紀元前6世紀に建設されたアテーナーの神殿が紀元前480年にアケメネス朝ペルシャに破壊されたため、その廃墟の上に建設された。スタイロベートからペディメントの頂上までの高さは約7メートルと控えめだった。円柱の高さと直径の比率は7:1で、イオニア式の標準である9:1または10:1では実現できない優雅さがあったという。白い大理石製で、戦争で出費がかさんでいたため少しずつ建設された。
アテーナー・ニーケーの像が5メートル四方の小さな内陣に設置されていた。パウサニアスによれば、この像は木製で左手にヘルメットを持ち右手にザクロ（豊穣の象徴）を持っていたという。ニーケーは本来「翼のある勝利の女神」だが（サモトラケのニケ参照）、アテーナー・ニーケーの像には翼がなかったため、アテナイ人はこれを Nike Apteros（翼のない勝利）と呼び、アテナイを決して離れないように翼を奪われたのだという伝承が生まれた。
エンタブラチュアにあるフリーズは4面全部にあり、紀元前5世紀の理想化された古典様式の彫刻が施されていた。北面のフリーズにはギリシャ人同士の騎馬兵の戦いが描かれていた。南面のフリーズにはプラタイアの戦いでのペルシャへの決定的勝利が描かれていた。東面のフリーズにはアテーナー、ゼウス、ポセイドーンといった神々が描かれており、紀元前5世紀のアテナイの社会的政治的情勢において特に信仰された神々を表していた。
神殿完成後の紀元前410年ごろ、急峻な稜堡から人が落ちるのを防ぐために手摺が設置された。手摺には様々なことをしているニーケーのレリーフが施されていた。

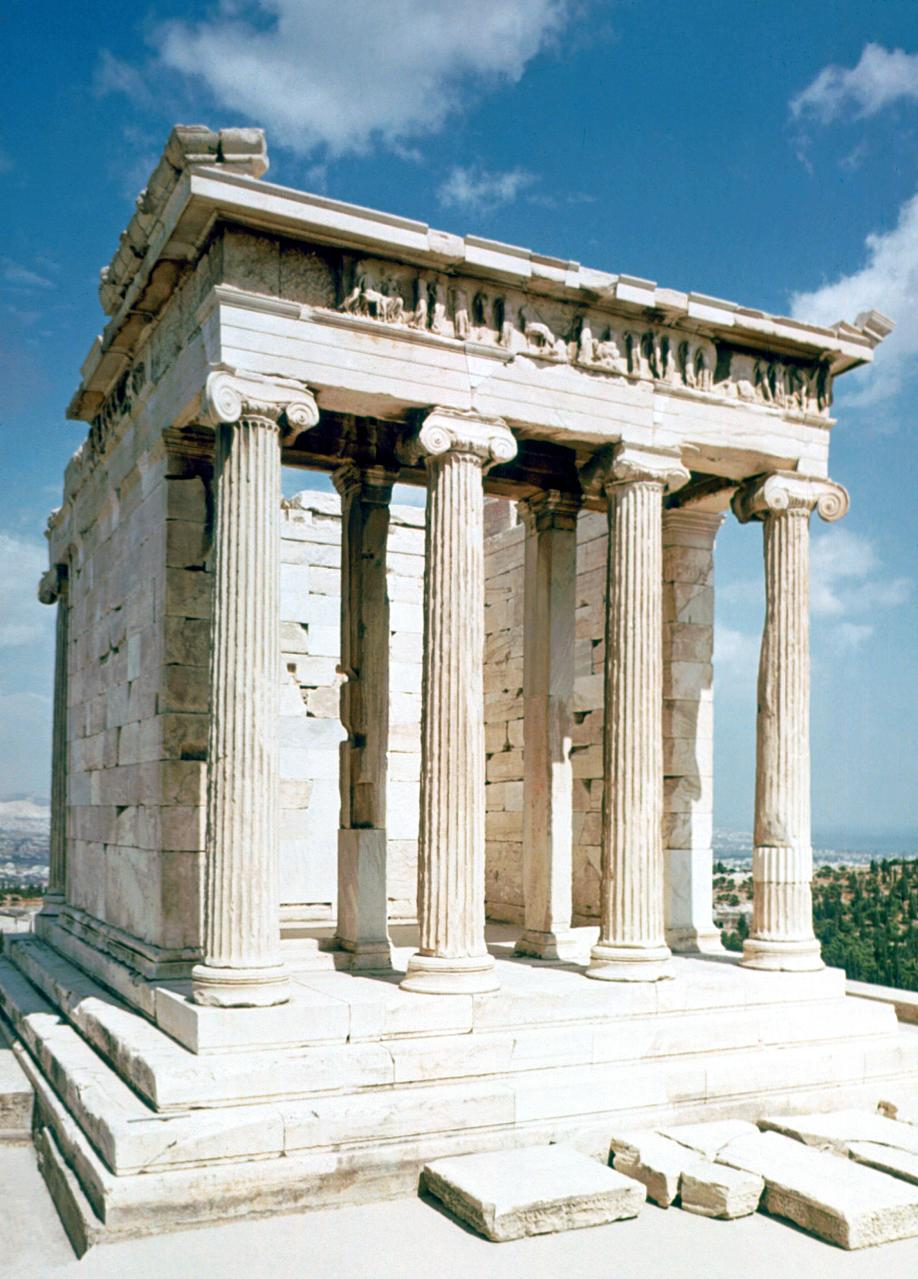
アテーナー・ニーケー神殿（1978年）

3度の修復を経て、アテーナー・ニーケー神殿はエレクテイオンやパルテノン神殿と共に今もアクロポリスに建っている。スタイロベートと円柱は大部分がそのままだが、屋根は抜け落ち、ペディメントの大部分も失われている。フリーズの断片はアクロポリス博物館に展示されており、神殿にあるフリーズは複製である。